# 會理糞箕灣古墓群
會理糞箕灣古墓群位於四川省涼山彝族自治州會理縣，文物遺址年代判定為戰國。2007年6月1日公佈為四川省第七批文物保護單位。